# Didymoglossum erosum
Didymoglossum erosum är en hinnbräkenväxtart som först beskrevs av Carl Ludwig Willdenow och som fick sitt nu gällande namn av Jacobus Petrus Roux.
Didymoglossum erosum ingår i släktet Didymoglossum och familjen Hymenophyllaceae. Inga underarter finns listade i Catalogue of Life.